# Геобіологія
Геобіологія — це міждисциплінарна наука, що досліджує взаємодію живих організмів з геологічними процесами і середовищем на Землі. Вона поєднує аспекти біології та геології для розуміння того, як живі організми впливають на геохімічні цикли, формування мінералів та структуру ландшафтів, а також як геологічні процеси впливають на еволюцію та розповсюдження життя.

## Історія та розвиток
Геобіологія виникла як окрема дисципліна наприкінці 20-го століття, завдяки зростаючому розумінню того, що біологічні та геологічні процеси взаємопов'язані. Одними з піонерів цієї науки були такі дослідники, як Стенлі Тілерман та Лінн Марґуліс, які підкреслювали важливість мікроорганізмів у геологічних процесах. З розвитком технологій, таких як скануюча електронна мікроскопія та геноміка, геобіологія отримала нові інструменти для дослідження мікроскопічних взаємодій між біотою і геологічним середовищем.

## Основні напрямки досліджень

### Мікробна геобіологія
Мікроорганізми відіграють ключову роль у багатьох геохімічних процесах, таких як біологічне осадження мінералів, біогеохімічні цикли елементів (вуглець, азот, сірка) та трансформація органічної матерії. Дослідження мікробної геобіології спрямовані на розуміння механізмів, за допомогою яких мікроорганізми впливають на геологічні процеси.

### Екстремофіли та їх роль у геології
Екстремофіли — це організми, що живуть у надзвичайно суворих умовах, таких як гідротермальні джерела, соляні озера чи арктичні льодовики. Вивчення цих організмів допомагає зрозуміти можливі форми життя на інших планетах і їхню потенційну роль у геологічних процесах на Землі.

### Палеогеобіологія
Ця галузь досліджує взаємодії між життям і Землею в минулому, використовуючи дані з палеонтології, стратиграфії та ізотопної геохімії. Палеогеобіологи вивчають, як життя впливало на формування осадових порід і як геологічні події, такі як вулканізм або зміни клімату, впливали на еволюцію біоти.

### Біомінералізація
Біомінералізація — процес, за допомогою якого живі організми утворюють мінерали. Цей процес важливий для формування структур, таких як черепашки, кістки і зуби, а також для розуміння геологічних процесів, таких як утворення рудних покладів.

## Застосування геобіології
Геобіологічні дослідження мають широкий спектр застосувань, включаючи:
- Екологічний моніторинг: Вивчення біогеохімічних циклів допомагає зрозуміти вплив людської діяльності на навколишнє середовище.
- Видобуток корисних копалин: Знання про біомінералізацію може сприяти ефективнішому видобутку руд.
- Кліматологія: Дослідження ролі мікроорганізмів у вуглецевому циклі важливі для моделювання змін клімату.
- Астробіологія: Вивчення екстремофілів допомагає у пошуках життя на інших планетах.